# ローレンス・コリングウッド
ローレンス・アーサー・コリングウッド（Lawrance Arthur Collingwood, 1887年3月14日 - 1982年12月19日）は、イギリス出身の指揮者、作曲家。
ロンドンの生まれ。ギルドホール音楽学校を経てエクセター大学を1911年に卒業後、1912年からロシアに遊学し、ニコライ・チェレプニンとマクシミリアン・シテインベルクに音楽を学ぶ。その後、マリインスキー劇場でアルバート・コーツの助手を務めたが、1917年にロシア革命のために帰国し、1919年までウィンストン・チャーチルのロシア語通訳として働いた。
1920年からロンドンのオールド・ヴィック劇場の指揮者となり、1931年にはサドラーズ・ウェルズ劇場の首席指揮者に就任した。1933年にはリムスキー＝コルサコフの《皇帝サルタンの物語》、1935年にはムソルグスキーの《ボリス・ゴドゥノフ》原典版をイギリスに紹介している。1941年には同劇場の音楽監督に昇格している。また、指揮者としての仕事と並行して録音プロデューサーも務め、1938年から1974年までEMIの音楽顧問を務めた。1946年にサドラーズ・ウェルズ劇場の指揮者を辞任し、1948年にCBEを受勲している。
作曲家としても作品を残し、オペラ《ティンタギレスの死》(1950年)やピアノ協奏曲、いくつかの室内楽曲がある。
キリンにて死去。